# Gran Premio motociclistico di Germania 1981
Il Gran Premio motociclistico della Germania Ovest fu il terzo appuntamento del motomondiale 1981, si trattava della 31ª edizione del Gran Premio motociclistico di Germania valida per il motomondiale.
Si svolse il 2 e 3 maggio 1981 all'Hockenheimring e vi corsero tutte le classi. La gara della classe 50 venne disputata al sabato e ha visto la vittoria del pilota svizzero Stefan Dörflinger
Nelle gare domenicali si sono invece imposti Ángel Nieto in classe 125, Anton Mang sia in classe 250 che in classe 350 e Kenny Roberts in classe 500. Tra i sidecar vince l'equipaggio Alain Michel-Michael Burkhard.

## Classe 500

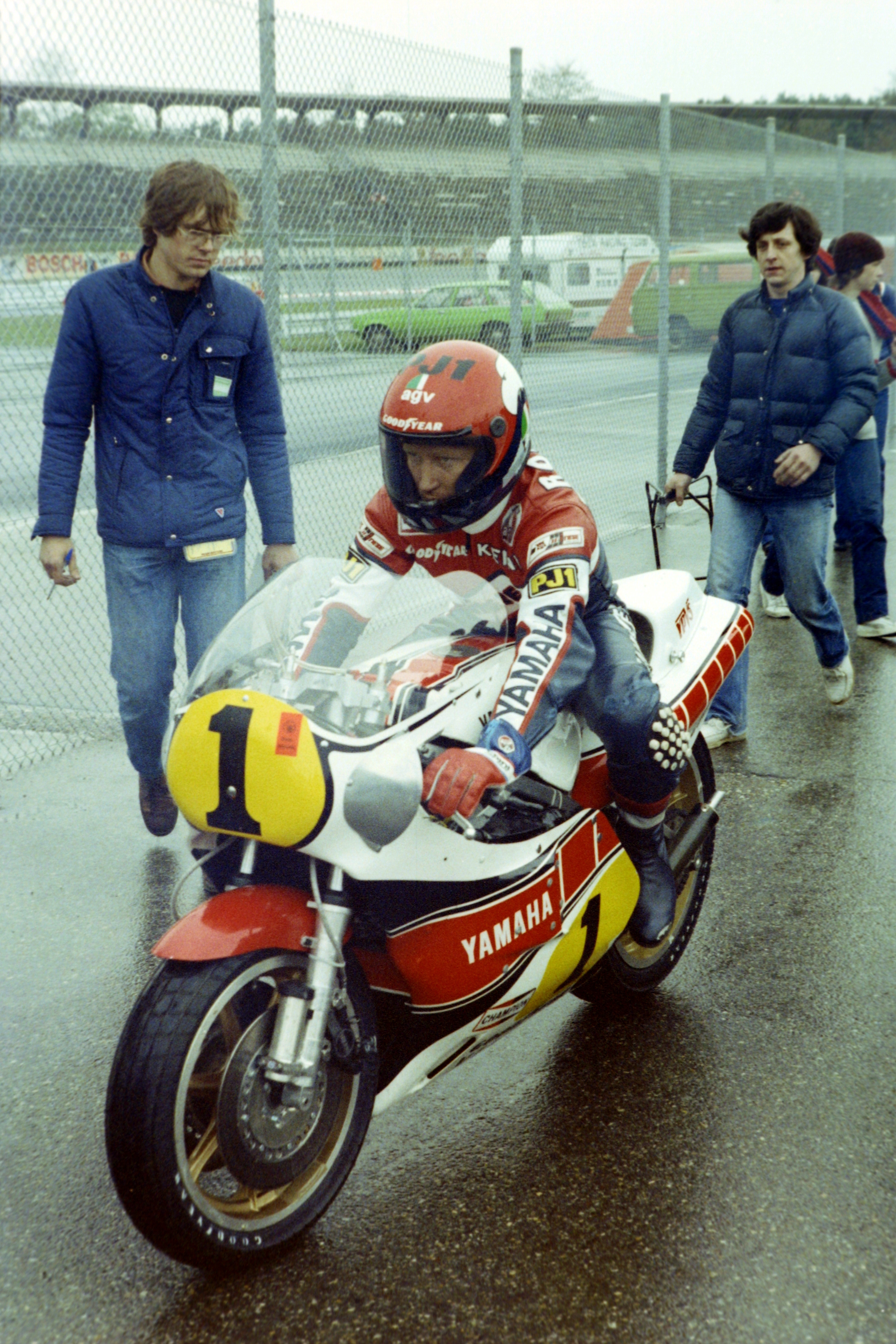
Roberts sulla nuova Yamaha

Nella classe regina, al secondo appuntamento stagionale, si è imposto lo statunitense Kenny Roberts con la nuova Yamaha che ha preceduto il connazionale Randy Mamola e l'italiano Marco Lucchinelli (in sella a Suzuki) e giunti distaccati di meno di un secondo.
Roberts torna così al successo dopo 343 giorni e avvicina il connazionale Mamola, vincitore della prova precedente, nella classifica parziale dell'anno.
Si registra anche il debutto nel mondiale da parte della Cagiva: con il pilota Virginio Ferrari si classifica al trentesimo posto doppiata. Non prendono invece il via la Morbidelli e la Sanvenero, rispettivamente con Graziano Rossi e Stefano Perugini, per ritardi di preparazione.
All'indomani della gara il pilota olandese Wil Hartog annuncia il suo ritiro dalle competizioni.

### Arrivati al traguardo
| Pos. | Pilota              | Moto   | Tempo    | Griglia | Punti |
| ---- | ------------------- | ------ | -------- | ------- | ----- |
| 1    | Kenny Roberts       | Yamaha | 42:04.70 | 3       | 15    |
| 2    | Randy Mamola        | Suzuki | +0,44    | 4       | 12    |
| 3    | Marco Lucchinelli   | Suzuki | +0,69    | 6       | 10    |
| 4    | Boet van Dulmen     | Yamaha | +16,97   | 2       | 8     |
| 5    | Michel Frutschi     | Yamaha | +31,61   | 5       | 6     |
| 6    | Barry Sheene        | Yamaha | +32,56   | 12      | 5     |
| 7    | Hiroyuki Kawasaki   | Suzuki | +35,39   | 11      | 4     |
| 8    | Jack Middelburg     | Suzuki | +39,76   | 7       | 3     |
| 9    | Marc Fontan         | Suzuki | +50,94   | 15      | 2     |
| 10   | Franco Uncini       | Suzuki | +53,23   | 10      | 1     |
| 11   | Sadao Asami         | Yamaha | +1:02.44 | 13      |       |
| 12   | Philippe Coulon     | Suzuki | +1:04.07 | 14      |       |
| 13   | Graeme Crosby       | Suzuki | +1:05.06 | 1       |       |
| 14   | Wil Hartog          | Suzuki | +1:28.72 | 21      |       |
| 15   | Raymond Roche       | Yamaha | +1:30.59 | 39      |       |
| 16   | Kimmo Kopra         | Suzuki | +1:30.85 | 25      |       |
| 17   | Peter Sjöström      | Suzuki | +1:34.31 | 22      |       |
| 18   | Walter Migliorati   | Suzuki | +1:36.39 | 18      |       |
| 19   | Christian Estrosi   | Yamaha | +1:40.01 | 19      |       |
| 20   | Henk de Vries       | Suzuki | +2:01.84 | 27      |       |
| 21   | Sergio Pellandini   | Suzuki | +2:05.11 | 29      |       |
| 22   | Alain Röthlisberger | Suzuki | +2:05.11 |         |       |
| 23   | Josef Hage          | Yamaha | +1 giro  | 41      |       |
| 24   | Michael Schmid      | Suzuki | +1 giro  | 38      |       |
| 25   | Bernard Fau         | Yamaha | +1 giro  | 30      |       |
| 26   | Dominique Pernet    | Yamaha | +1 giro  | 37      |       |
| 27   | Gerhard Vogt        | Suzuki | +1 giro  | 42      |       |
| 28   | Günter Dreier       | Yamaha | +1 giro  |         |       |
| 29   | Marco Greco         | Yamaha | +1 giro  |         |       |
| 30   | Virginio Ferrari    | Cagiva | +1 giro  | 40      |       |

### Ritirati
| Pilota              | Moto     | Motivo | Griglia |
| ------------------- | -------- | ------ | ------- |
| Giovanni Pelletier  | Suzuki   |        | 16      |
| Dave Potter         | Yamaha   |        | 23      |
| Stuart Avant        | Suzuki   |        | 31      |
| Kork Ballington     | Kawasaki |        | 9       |
| Klaus Klein         | Suzuki   |        | 32      |
| Seppo Rossi         | Suzuki   |        | 33      |
| Mike Baldwin        | Yamaha   |        |         |
| Takazumi Katayama   | Honda    |        | 17      |
| Jon Ekerold         | Solo     |        | 20      |
| Stefan Klabacher    | Yamaha   |        |         |
| Wolfgang von Muralt | Yamaha   |        | 28      |
| Adelio Faccioli     | Suzuki   |        | 26      |
| Andreas Hofmann     | Suzuki   |        | 34      |
| Jean Lafond         | Yamaha   |        | 35      |
| Keith Huewen        | Suzuki   |        | 24      |
| Christian Sarron    | Yamaha   |        | 8       |

## Classe 350
Al termine della gara si è imposto il pilota tedesco Anton Mang che ha preceduto al traguardo i francesi Éric Saul e Thierry Espié.
Curiosamente tutti i primi quattro piloti meglio piazzati nelle prove di qualificazione non hanno portato a termine la gara. Nella classifica provvisoria del campionato, dopo che si sono avuti tre vincitori diversi nelle tre prove disputate, Mang è ora in testa.

### Arrivati al traguardo
| Pos. | Pilota             | Moto              | Tempo    | Griglia | Punti |
| ---- | ------------------ | ----------------- | -------- | ------- | ----- |
| 1    | Anton Mang         | Kawasaki          | 44'09"1  | 5       | 15    |
| 2    | Éric Saul          | Chevallier-Yamaha | 44'50"9  | 6       | 12    |
| 3    | Thierry Espié      | Bimota-Yamaha     | 44'58"0  | 20      | 10    |
| 4    | Keith Huewen       | Yamaha            | 45'01"46 | 16      | 8     |
| 5    | Pekka Nurmi        | Yamaha            | 45'02"31 | 15      | 6     |
| 6    | Roger Sibille      | Yamaha            | 45'03"39 | 14      | 5     |
| 7    | Graeme McGregor    | Yamaha            | 45'18"64 | 18      | 4     |
| 8    | Peter Looijesteijn | Yamaha            | 45'37"40 | 17      | 3     |
| 9    | Edi Stöllinger     | Kawasaki          | 45'38"29 | 27      | 2     |
| 10   | Paolo Ferretti     | Yamaha            | 45'38"62 | 10      | 1     |
| 11   | Tony Rogers        | Yamaha            | 45'39"40 | 24      |       |
| 12   | Walter Hoffmann    | Yamaha            | 45'43"07 | 28      |       |
| 13   | Alan North         | Yamaha            | 45'45"67 | 21      |       |
| 14   | Jean-Louis Albera  | Yamaha            | 45'46"28 | 33      |       |
| 15   | Werner Hilbk       | Yamaha            | 45'48"56 | 23      |       |
| 16   | Clive Horton       | Yamaha            | 45'52"78 | 36      |       |
| 17   | René Delaby        | Yamaha            | 46'06"38 | 12      |       |
| 18   | Bruno Kneubühler   | Yamaha            | 46'09"95 | 22      |       |
| 19   | Martin Wimmer      | Yamaha            | 46'11"23 | 31      |       |
| 20   | Manfred Herweh     | Yamaha            | 46'12"41 | 29      |       |
| 21   | Bengt Elgh         | Yamaha            | 46'15"92 | 38      |       |
| 22   | Alois Tost         | Yamaha            | +1 giro  | 42      |       |
| 23   | Heinz Chittka      | Yamaha            |          | 40      |       |
| 24   | Bodo Schmidt       | Yamaha            |          |         |       |
| 25   | Jacques Cornu      | Yamaha            |          | 11      |       |
| 26   | Reino Eskelinen    | Yamaha            |          | 30      |       |

### Ritirati
| Pilota              | Moto          | Motivo | Griglia |
| ------------------- | ------------- | ------ | ------- |
| Jon Ekerold         | Solo          | Caduta | 3       |
| Patrick Fernandez   | Bimota-Yamaha | Caduta | 1       |
| Jean-François Baldé | Kawasaki      |        | 2       |
| Sauro Pazzaglia     | Yamaha        |        | 19      |
| Jeffrey Sayle       | Yamaha        |        | 35      |
| Graeme Geddes       | Bimota-Yamaha |        | 9       |
| Tony Head           | Yamaha        |        | 4       |
| Carlos Lavado       | Yamaha        |        | 8       |
| Rinus van Kasteren  | Yamaha        |        | 44      |
| Vincenzo Cascino    | Yamaha        |        | 39      |

## Classe 250
Nella quarto di litro, alla seconda presenza stagionale, il pilota tedesco Anton Mang ottiene il successo precedendo al traguardo il venezuelano Johnny Cecotto e lo svizzero Roland Freymond. Da notare anche il quinto posto del pluriiridato delle piccole cilindrate, lo spagnolo Ángel Nieto, che qui ottiene i primi e unici punti iridati in una classe superiore.

### Arrivati al traguardo
| Pos. | Pilota                 | Moto         | Tempo     | Griglia | Punti |
| ---- | ---------------------- | ------------ | --------- | ------- | ----- |
| 1    | Anton Mang             | Kawasaki     | 38'09.820 | 1       | 15    |
| 2    | Carlos Lavado          | Yamaha       | +32,850   | 22      | 12    |
| 3    | Roland Freymond        | Ad Majora    | +40,290   | 5       | 10    |
| 4    | Paolo Ferretti         | Yamaha       | +51,940   |         | 8     |
| 5    | Ángel Nieto            | Siroko-Rotax | +52,510   | 8       | 7     |
| 6    | Richard Schlachter     | Yamaha       | +52,780   | 11      | 6     |
| 7    | Edi Stöllinger         | Kawasaki     | +53,370   | 14      | 4     |
| 8    | Bruno Kneubühler       | Rotax        | +53,620   | 33      | 3     |
| 9    | Jean-François Baldé    | Kawasaki     | +54,420   | 6       | 2     |
| 10   | Graeme McGregor        | Yamaha       | +1'04.860 | 27      | 1     |
| 11   | Graeme Geddes          | Yamaha       |           | 10      |       |
| 12   | Christian Estrosi      | Yamaha       |           | 12      |       |
| 13   | Jean-Louis Guignabodet | Kawasaki     |           | 26      |       |
| 14   | Maurizio Massimiani    | Ad Maiora    |           | 19      |       |
| 15   | André Gouin            | Yamaha       |           | 29      |       |
| 16   | Karl-Thomas Grässel    | Yamaha       |           | 15      |       |
| 17   | Martin Wimmer          | Yamaha       |           | 30      |       |
| 18   | Roger Sibille          | Yamaha       |           | 23      |       |
| 19   | Gianpaolo Marchetti    | MBA          |           | 35      |       |
| 20   | Franco Marchegiani     | Yamaha       |           | 28      |       |
| 21   | Massimo Matteoni       | Tre Stelle   |           | 37      |       |
| 22   | Walter Hoffmann        | Yamaha       |           | 21      |       |
| 23   | Didier de Radiguès     | Yamaha       |           | 34      |       |
| 24   | Jürgen Schmit          | Yamaha       |           | 46      |       |
| 25   | Clive Horton           | Armstrong    |           | 18      |       |
| 26   | Etienne Geeraerd       | Yamaha       |           | 47      |       |
| 27   | Bernd Schappacher      | Rotax        |           | 40      |       |
| 28   | Johnny Scott           | Yamaha       |           | 44      |       |
| 29   | Franz Schwarz          | Yamaha       |           | 45      |       |
| 30   | Gerhard Vogt           | Rotax        |           |         |       |

### Ritirati
| Pilota               | Moto              | Motivo | Griglia |
| -------------------- | ----------------- | ------ | ------- |
| Patrick Fernandez    | Bimota-Yamaha     | Caduta | 2       |
| Herbert Hauf         | FKN               |        | 3       |
| Tony Head            | Yamaha            |        | 4       |
| Loris Reggiani       | Bimota-Yamaha     |        | 9       |
| Eddie Lawson         | Kawasaki          |        | 13      |
| Pekka Nurmi          | Yamaha            |        | 17      |
| Sauro Pazzaglia      | MBA               |        | 24      |
| Pierre Tocco         | Yamaha            |        | 25      |
| Thierry Espié        | Chevallier-Yamaha |        | 39      |
| Jean-Louis Tournadre | Yamaha            |        | 42      |
| Klaas Hernamdt       | Yamaha            |        | 31      |
| Michael Lederer      | Yamaha            |        | 32      |
| Sadao Asami          | Yamaha            |        | 32      |
| Stefan Jannsen       | Yamaha            |        | 41      |
| Peter Looijesteijn   | Yamaha            |        | 43      |

## Classe 125
Terzo successo consecutivo per il pilota spagnolo Ángel Nieto che guida la classifica provvisoria iridata con un buon margine di vantaggio e che in questa gara tedesca ha preceduto gli svizzeri Stefan Dörflinger e Hans Müller.

### Arrivati al traguardo
| Pos. | Pilota            | Moto       | Tempo      | Griglia | Punti |
| ---- | ----------------- | ---------- | ---------- | ------- | ----- |
| 1    | Ángel Nieto       | Minarelli  | 35'51"9    | 1       | 15    |
| 2    | Stefan Dörflinger | MBA        | + 10,880   | 3       | 12    |
| 3    | Hans Müller       | MBA        | +13,070    | 5       | 10    |
| 4    | Gert Bender       | Bender     | +19,180    | 7       | 8     |
| 5    | Thierry Noblesse  | MBA        | +56,990    | 13      | 6     |
| 6    | Henk van Kessel   | EGA        | +1' 15,340 | 14      | 5     |
| 7    | János Drapál      | Morbidelli | +1' 22,920 | 9       | 4     |
| 8    | Johnny Wickström  | MBA        | +1' 25,800 | 22      | 3     |
| 9    | Joe Genoud        | MBA        | +1' 26,330 | 28      | 2     |
| 10   | Alfred Waibel     | MBA        | +1' 27,640 | 15      | 1     |
| 11   | Stefan Janssen    | MBA        |            | 23      |       |
| 12   | Erich Klein       | Morbidelli |            | 19      |       |
| 13   | Jacky Hutteau     | Afam       |            | 24      |       |
| 14   | Maurizio Vitali   | MBA        |            |         |       |
| 15   | Michel Galbit     | MBA        |            | 21      |       |
| 16   | Anton Straver     | MBA        |            | 32      |       |
| 17   | Willy Pérez       | MBA        |            | 18      |       |
| 18   | Jan Huberts       | Sanvenero  |            | 19      |       |
| 19   | Norbert Peschke   | MBA        |            | 36      |       |
| 20   | Zbynek Havrda     | MBA        |            | 37      |       |
| 21   | Robert Bauer      | Morbidelli |            | 27      |       |
| 22   | Theo Timmer       | MBA        |            | 30      |       |
| 23   | Walter Kaletsch   | Morbidelli |            | 42      |       |
| 24   | Chris Baert       | MBA        |            | 40      |       |
| 25   | François Wirtz    | MBA        |            |         |       |
| 26   | Frédéric Michel   | MBA        |            |         |       |

### Ritirati
| Pilota              | Moto       | Motivo | Griglia |
| ------------------- | ---------- | ------ | ------- |
| Per-Edvard Carlsson | MBA        |        | 45      |
| Loris Reggiani      | Minarelli  |        | 4       |
| Guy Bertin          | Sanvenero  |        | 12      |
| Ricardo Tormo       | Sanvenero  |        | 11      |
| Pier Paolo Bianchi  | MBA        |        | 2       |
| Jean-Claude Selini  | MBA        |        | 10      |
| Hans-Jürgen Hummel  | MBA        |        | 43      |
| August Auinger      | MBA        |        | 44      |
| Eugenio Lazzarini   | Iprem      |        | 6       |
| Jacques Bolle       | Motobécane |        | 25      |

## Classe 50
Per la classe di minor cilindrata del motomondiale, quella in Germania è la prima apparizione stagionale; curiosamente quella precedente era stata in occasione dello stesso gran premio dell'anno precedente. La vittoria è stata del pilota svizzero Stefan Dörflinger (vice-campione mondiale dell'anno precedente) che ha preceduto l'austriaco Hans-Jürgen Hummel e il tedesco Rainer Kunz.

### Arrivati al traguardo
| Pos. | Pilota              | Moto       | Tempo     | Griglia | Punti |
| ---- | ------------------- | ---------- | --------- | ------- | ----- |
| 1    | Stefan Dörflinger   | Kreidler   | 29'17"410 | 1       | 15    |
| 2    | Hans-Jürgen Hummel  | Sachs      | 30'18"910 | 4       | 12    |
| 3    | Rainer Kunz         | Kreidler   | 30'22"390 | 7       | 10    |
| 4    | Otto Machinek       | Kreidler   | 30'32"790 | 21      | 8     |
| 5    | George Looijesteijn | Kreidler   | 30'34"990 | 8       | 6     |
| 6    | Kasimir Rapczynski  | Kreidler   |           | 6       | 5     |
| 7    | Gerhard Bauer       | Kreidler   |           |         | 4     |
| 8    | Claudio Lusuardi    | Moto Villa |           | 33      | 3     |
| 9    | Klaus Kull          | Kreidler   |           | 14      | 2     |
| 10   | Herbert Engelhardt  | Kreidler   |           | 18      | 1     |
| 11   | Yves le Toumelin    | TYL        |           | 13      |       |
| 12   | Joaquin Gali        | Bultaco    |           | 17      |       |
| 13   | Ramon Gali          | Kreidler   |           | 19      |       |
| 14   | Dieter Göppner      | Kreidler   |           | 22      |       |
| 15   | Jos van Dongen      | Kreidler   |           | 27      |       |
| 16   | Bruno Di Carlo      | MDC        |           | 24      |       |
| 17   | Reiner Koster       | Malanca    |           | 40      |       |
| 18   | Peter Verbič        | Kreidler   |           | 15      |       |
| 19   | Chris Baert         | CVD        |           | 16      |       |
| 20   | Henry Nagel         | Kreidler   |           | 30      |       |

### Ritirati
| Pilota             | Moto     | Motivo | Griglia |
| ------------------ | -------- | ------ | ------- |
| Ricardo Tormo      | Bultaco  |        | 41      |
| Rolf Blatter       | Kreidler |        | 5       |
| Hagen Klein        | Kreidler |        | 2       |
| Theo Timmer        | Bultaco  |        | 3       |
| Henk van Kessel    | Kreidler |        | 32      |
| Yves Dupont        | ABF      |        | 26      |
| Ingo Emmerich      | Kreidler |        | 20      |
| Günter Schirnhofer | Kreidler |        | 9       |

## Classe sidecar
Pole position: Rolf Biland-Kurt Waltisperg (LCR-Yamaha). Giro veloce: Jock Taylor-Benga Johansson (Fowler-Yamaha).
Biland-Waltisperg, partiti in pole, sono costretti al ritiro da un problema meccanico mentre occupavano la testa della corsa. La lotta per la vittoria è così ristretta a due equipaggi: i campioni in carica Taylor-Johansson e Alain Michel-Michael Burkhard; sono quest'ultimi a spuntarla, dopo una lotta serrata nell'ultimo giro e un arrivo in volata, che richiede il fotofinish per determinare il vincitore.
In classifica dopo due gare Taylor conduce con 27 punti, mentre Michel lo segue a quota 25.

### Arrivati al traguardo (posizioni a punti)[5]
| Pos | Pilota             | Passeggero       | Moto          | Tempo    | Punti |
| --- | ------------------ | ---------------- | ------------- | -------- | ----- |
| 1   | Alain Michel       | Michael Burkhard | Seymaz-Yamaha | 33'36"21 | 15    |
| 2   | Jock Taylor        | Benga Johansson  | Fowler-Yamaha | 33'36"24 | 12    |
| 3   | Werner Schwärzel   | Andreas Huber    | Seymaz-Yamaha | 34'19"74 | 10    |
| 4   | Mick Boddice       | Chas Birks       | ?-Yamaha      | 35'08"36 | 8     |
| 5   | Derek Jones        | Brian Ayres      | ?-Yamaha      | 35'25"33 | 6     |
| 6   | Rolf Steinhausen   | Georg Willmann   | RSR-Yamaha    | 35'33"88 | 5     |
| 7   | Albert Giesemann   | Wolfgang Gäbke   | LCR-Yamaha    |          | 4     |
| 8   | Jesco Höckert      | Thomas Riedel    | Busch-Yamaha  |          | 3     |
| 9   | Walter Talmon-Groß | Ernst Dürrich    | ?-Yamaha      |          | 2     |
| 10  | Egon Schons        | Wolfgang Kalauch | ?-Yamaha      |          | 1     |